# Cappella Reale (Dublino)
La Cappella Reale del Castello di Dublino (in inglese: Dublin's Castle Royal Chapel) è un'ex luogo di culto anglicano ed una ex cappella palatina, situata nel complesso del Castello di Dublino, in Irlanda.

## Costruzione
Disegnata da Francis Johnston (1760–1829), uno degli architetti irlandesi più importanti dell'inizio del XIX secolo, la cappella contiene uno dei primi interni in neogotico in Irlanda. La struttura andò a rimpiazzare una cappella precedente, risalente al XVIII secolo, la quale però aveva più volte minacciato di crollare perché costruita su un terreno naturalmente instabile perché un tempo occupato dal fossato del castello.. Come si è detto la cappella fu la terza ad essere realizzata sul sito dall'epoca medievale. Prima della sua realizzazione, i lord luogotenenti si portavano con la loro "corte" alla chiesa di San Weburgh nella parte di città retrostante il castello. L'enorme pulpito ancora oggi visibile nella cappella proviene infatti da questa chiesa.

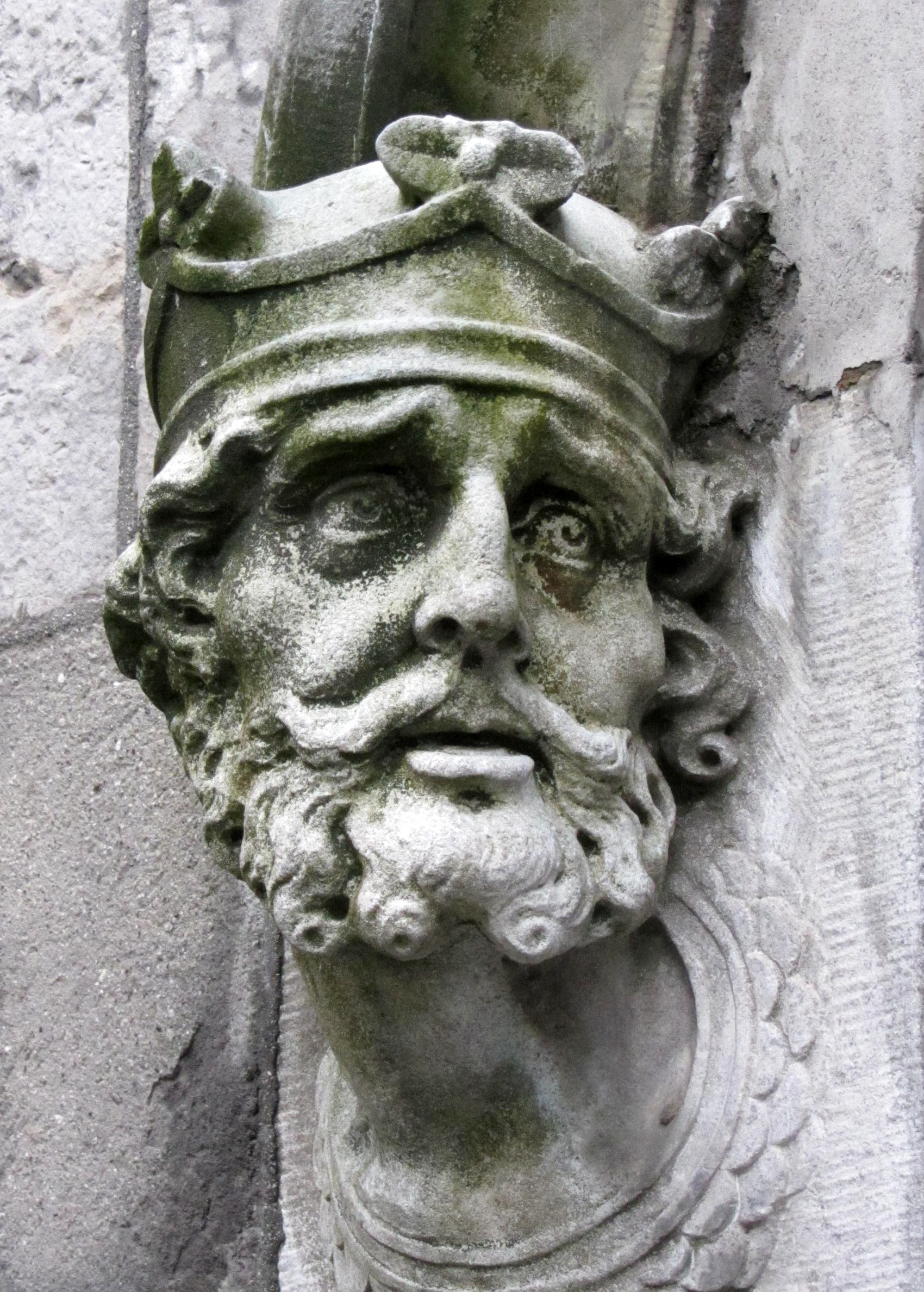
Brian Boru, scolpito al di fuori della Cappella Reale

L'esterno è realizzato in pietra proveniente dalle cave di Tullamore, e vi si trovano 90 teste di personaggi importanti e santi irlandesi tra cui Brian Boru, San Patrizio, l'arcivescovo Ussher e Jonathan Swift, realizzate da Edward e da John Smyth.
La prima pietra venne posata dal lord luogotenente d'Irlanda dell'epoca, John Russell, VI duca di Bedford, il 15 febbraio 1807. La struttura venne completata ed aperta al culto il giorno di Natale del 1814 quando Charles Whitworth, I conte Whitworth era lord luogotenente in carica. Lord Whitworth contribuì largamente alla porzione centrale della cappella facendo realizzare la splendida vetrata colorata sopra l'altare maggiore, che egli acquistò nel corso di un suo viaggio a Parigi, e che probabilmente proveniva addirittura dalla Russia (dove egli era stato plenipotenziario negli anni '90 del Settecento). La vetrata è circondata da altre vetrate istoriate dell'epoca, realizzate a Dublino dall'artigiano mr. Bradley. Alla punta dell'arco della finestra maggiore si trova lo stemma di lord Whitworth.
La decorazione del soffitto dell'interno venne realizzata da George Stapleton (figlio di Michael Stapleton), uno dei principali stuccatori della sua epoca, mentre lo scultore Edward Smyth e suo figlio John Smyth scolpirono le figure centrali, tra cui le allegorie della Fede, della Speranza e della Carità. Sopra il matroneo si trovano delle teste che rappresentano la Pietà e la Devozione. Tutte le colonne interne sono in legno dipinto in falsapietra (faux pierre) come pure le volte, a ricreare l'effetto della pietra lavorata.
Dietro una delle gallerie superiori del matroneo vi è un passaggio che collega la cappella agli Appartamenti di Stato del castello e che era utilizzato appunto dal lord luogotenente e dal suo entourage per assistere alle funzioni in caso di maltempo, così da potervi giungere comodamente dalla residenza al castello.
Il grande organo ancora oggi presente nella cappella fu dono del principe Alberto, marito della regina Vittoria. La cassa armonica, completamente scolpita in legno, riporta al centro il volto di Turlough O'Carolan, uno dei più famosi compositori irlandesi.

## La cappella oggi
Nel 1943, la chiesa divenne di proprietà dell'esercito irlandese e da ex cappella protestante divenne una chiesa cattolica, consacrata col nome di Chiesa della Santa Trinità. Vennero quindi aggiunte le stazioni della Via Crucis intagliate dai monaci dell'Abbazia di Glenstal nel 1946. Attualmente la chiesa è sconsacrata e quindi non vi si tengono messe. La cripta è talvolta utilizzata come sede di eventi culturali ed il complesso della chiesa è oggi aperto al pubblico per scopi turistici.
La cappella è stata utilizzata nella serie televisiva de I Tudors per diverse scene, tra cui quelle dal processo a Tommaso Moro.